# Ġużè Muscat Azzopardi

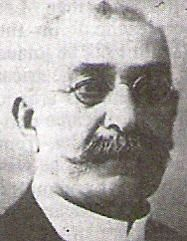
Ġużè Muscat Azzopardi (um 1900)

Ġużè Muscat Azzopardi (* 1. September 1853; † 4. August 1927) war u. a. ein maltesischer Anwalt, Dichter, Romanautor, Übersetzer, Dramatiker und Sozialkritiker.

## Leben
Azzopardi studierte an der theologischen Hochschule von Mdina und an der Universität Malta mit einem Abschluss 1875 in Rechtswissenschaft. Er war mit Tonina Fenech verheiratet. Gemeinsam hatten sie drei Söhne: Ivo und Gino waren beide Schriftsteller und Anton war Komponist.
Muscat Azzopardi, von Beruf Anwalt, war außer seiner Tätigkeit als Politiker ein Redner, Theaterkritiker und vielseitiger Journalist. Er war Präsident der maltesischen Anwaltskammer. Außerdem war er auf kulturellem Sektor vielseitig aktiv. Er war Mitglied des Theaterausschusses des königlichen Opernhauses Giunta Teatrale, förderte aktiv maltesische Dramatiker und war Herausgeber einer Reihe von Zeitschriften wie In-Naħla Maltija (1878; wörtl: Die maltesische Biene) und Il-Ħabib (1911; wörtl.: Der Freund). Er beteiligte sich auch an anderen Veröffentlichungen, wie Id-Dawl (1892; wörtl.: das Licht) und Il-Ħabbar Malti (wörtl.: Der maltesische Sprecher).
Er war Mitglied des Regierungsrats (Council of Goverment) und gründete außerdem die Għaqda Kittieba tal-Malti (wörtl.: Verband der maltesischen Schriftsteller), die später zur wichtigsten Aufsichtsbehörde für die maltesische Sprache, Akkademja tal-Malti, wurde. Im Jahr 1920 wurde er zum ersten Präsidenten der Akkademja tal-Malti gewählt, ein Amt, das er bis zu seinem Tod bekleidete. Im Jahr 1924 war er der erste Redakteur von Il-Malti (wörtl.: Die Malteser), der Zeitschrift der Akkademja tal-Malti. Einige Zeit war er außerdem Prüfer für Italienisch an der Universität Malta und der theologischen Hochschule in Mdina.

### Tätigkeit bei der Soċjeta Filarmonika Pinto
Ġużè Muscat Azzopardi war sehr am soziokulturellen Leben beteiligt. 1875 war er Sekretär der Marschkapellen-Gruppe Soċjeta Filarmonika Pinto von Ħal Qormi. 1880 schrieb er eine Hymne über den Heiligen George, den Schutzpatron seiner Stadt. Von 1906 bis 1917 war er Präsident der Soċjeta Filarmonika Pinto. Seine Vorliebe und Begeisterung für kulturelle Vielseitigkeit wurden am 26. März 1907 deutlich, als die Marschkapelle Banda Pinto ein Programm mit Trauermusik aufführte. In seiner Rede richtete sich Muscat Azzopardi auch an den Dirigenten Mro. Ġanni Gatt, der die Musik für die Hymne an den Heiligen George komponierte.

## Literarisches Werk
Zu seinen literarischen Werken gehören Romane, Gedichte, Theaterstücke, Biografien und Übersetzungen. Seine Übersetzung von Life of Saint George (1874) vom Italienischen ins Maltesische war sein erstes Prosawerk.
Er schrieb die historischen Romane Toni Bajjada (1878), Mattew Callus (1878), Vicu Mason (1881), Susanna (1883), Ċejlu Tonna (1886), Ċensu Barbara (1893) und Nazju Ellul (1909). Muscat Azzopardi schrieb auch zahlreiche Theaterstücke, andere übersetzte er aus dem Italienischen. Ebenfalls aus dem Italienischen übersetzte er: Pawlu Xara (1879), L-Għarusa tal-Mosta (1879; wörtl.: Die Braut von Mosta), Il-Ħalliel it-Tajjeb (1901; wörtl.: Der gute Dieb), Il-Quddiesa (1902; wörtl: Die Messe), Storja ta’ Malta (1903; wörtl.: Geschichte Maltas) und aus dem Lateinischen u. a. Il-Għasar tal-Madonna (1878; wörtl.: Die Vesper unserer lieben Frau), Il-Missal (1918; wörtl: Das Messbuch), die Evangelien nach San Mattew (1895), San Mark (1915), San Luqa (1916), San Ġwann (1917) und L-Ktieb ta’ l-Appostli ta’ San Luqa (1924; wörtl.: das Apostelbuch des Heiligen Lukas).

### Poetische Werke
Muscat Azzopardi war zudem ein bekannter Dichter. Er experimentierte mit der Flexibilität der maltesischen Sprache als poetisches Ausdrucksmittel. Die meisten seiner Gedichte sind in folgenden Büchern zu finden: ’Ġabra ta’ Poeżiji bit-Taljan u bil-Malti (1876; wörtl.: Sammlung von Gedichten auf Italienisch und auf Maltesisch), Ħamsin poeżija bil-Malti (1890; wörtl.: Fünfzig Gedichte auf Maltesisch) und Ġabra sħiħa ta’ Sunetti bi Studju fuqhom tal-Kittieb Innifsu (1956; wörtl.: Vollständigen Sammlung von Sonetten mit einer Studie darüber vom Autor selbst). Seine Poesie behandelte viele wichtige Elemente der damaligen Zeit, und die Weise, wie seine Poesie von den Lesenden interpretiert wurde, war häufig eine starke Inspiration für andere Dichter. Er besaß ein starkes ethisches Bewusstsein und war sich seiner Rolle als literarischer Erzieher stets bewusst, daher sind auch seine Gedichte oft lehrreich.
Zusammen mit anderen weniger bedeutenden Schriftstellern wie Ludovik Mifsud Tommasi, Richard Taylor, Anton Muscat Fenech, Dwardu Cachia und Manwel Dimech hat Ġużè Muscat Azzopardi das poetische Wirken von Ġan Anton Vassallo weitergeführt, der seine Poesie auf drei Grundprinzipien erschuf: Gefühl, Satire und Nationalismus. Diesen Schriftstellern gelang es, die demokratische Orientierung Maltas zu vertiefen, da sie ihre Inspirationen durch ein besseres Verständnis der sozialen und kulturellen Strukturen erweitert haben. Ihre literarischen Debatten wurden stets im Rahmen der Volkssprache fortgeführt.

## Auszeichnungen und Ehrungen
Für seine Schriften und sein Wirken in der Katholischen Kirche wurde er zweimal von Pius X. geehrt, erst mit dem Ehrenkreuz Pro Ecclesia et Pontifice und später mit der Verdienstmedaille Benemerenti.
Aufgrund seiner zahlreichen Beiträge in Prosa und Lyrik zur maltesischen Literatur nannte der Prälat Franġisk Saverju Caruana ihn den Vater der maltesischen Literatur.